# Moldova Suverană
Moldova Suverană (Суверенная Молдова) — республиканская (до 2005 года — государственная) газета на молдавском языке, издающаяся в Молдавии. В советское время являлась печатным органом ЦК КП Молдавской ССР.
Тираж — 6 тыс. экземпляров. В 1973 году тираж составлял 80 тыс. экземпляров.
Первый номер газеты вышел в Балте 1 мая 1924 года. Первоначально называлась «Плугарул рош» (Красный пахарь). В 1930 переименована в «Молдова сочиалистэ» (Социалистическая Молдавия) и стала выходить в Тирасполе. В годы Великой Отечественной войны издавалась в Москве. В начале 1990-х годов получила нынешнее название.
С 31 декабря 2005 года официально называется Moldova Suverană — Serie Nouă и в отличие от выходившей до того газеты Moldova Suverană не является государственной.
Среди редакторов газеты в разные годы — революционер Г. И. Старый, поэт Петря (Пётр Степанович) Дариенко (1923—1976), публицист Тудор (Фёдор Георгиевич) Цопа, партийный функционер Иван Ефремович Иорданов (род. 1930).
Награждена орденом Трудового Красного Знамени.